# Philippe Panon Desbassayns
Pour les autres membres de la famille, voir Famille Panon Desbassayns de Richemont.
Philippe Panon Desbassayns, comte de Richemont, né le 3 février 1774 à Saint-Paul (La Réunion) et mort le 7 novembre 1840 à Paris, est un administrateur colonial et homme politique français, ainsi qu'un important propriétaire terrien esclavagiste de l'île Bourbon (La Réunion), issu d'une riche famille de colons.

## Biographie

### Origines et jeunesse
Fils d'Henri Paulin Panon Desbassayns et d'Ombline Desbassayns, richissime couple de planteurs esclavagistes de La Réunion, Philippe Panon Desbassayns naît le 3 février 1774 sur l'habitation agricole de ses parents, à Saint-Paul.
Il est envoyé en métropole en 1780 pour faire ses études à l'École militaire de Sorèze (Tarn).

### Carrière commerciale et administrative
Pendant la période révolutionnaire, de 1789 à 1799, il s'occupe d'activités commerciales à La Réunion. Il retourne ensuite en France et épouse la languedocienne Jeanne Eglé Mougre (1778-1855).
Sous le Consulat et l'Empire, il est chargé des négociations avec l'Angleterre qui, menées à bonne fin, permettent de relâcher, en 1811, des soldats français retenus sur des pontons, et d'obtenir à la paix la restitution de plusieurs colonies, dont Pondichéry. Il est successivement administrateur des établissements français dans l'Inde, intendant de l'île Bourbon, membre du Conseil d'Amirauté, et membre de la Chambre des députés, député de la Meuse.
À la Restauration, il est nommé administrateur des colonies de l’Inde. Profitant de la qualité de ses relations avec l'Angleterre, il peut négocier avantageusement le rachat des privilèges de la Compagnie française des Indes orientales sur le commerce du sel et de l'opium.

### Ordonnateur de Bourbon
De 1817 à 1819, il est nommé commissaire général de la Marine et ordonnateur à Bourbon. Il introduit à Bourbon les Frères des écoles chrétiennes et est à l'origine de la fondation du collège royal.
Il s'implique aussi dans « l'affaire Furcy », où, en 1817, un esclave intente un procès contre son maître Joseph Lory, un des principaux introducteurs du sucre sur l’île Bourbon. Grand propriétaire esclavagiste, et commissaire ordonnateur de La Réunion, Philippe Panon se prévaut de l'ancien Code noir, et provoque le départ du procureur général Louis-Gilbert Boucher, en raison de ses sympathies républicaines et antiesclavagistes. Desbassayns réussit à obtenir que, pendant près d’un an, Furcy soit illégalement détenu dans la prison de l’île, dans un état proche de la mort.
Cette année-là, la traite négrière est officiellement abolie par la France de Louis XVIII (mais pas encore l'esclavage). Cette interdiction est toutefois contournée car les autorités métropolitaines et coloniales font semblant de ne pas voir, pendant une dizaine d'années, les trafics d'esclaves dans l’océan Indien. Ainsi 38 500 nouveaux captifs africains seront introduits entre 1817 et 1830 par la traite illégale.
À la suite de l’affaire Furcy, Desbassayns est nommé au poste de commissaire inspecteur pour le Roi des Établissements français dans l’Inde. Le 21 juillet 1819, il quitte Bourbon pour Pondichéry, accompagné de son épouse Eglé Mourgue, de leur fils Eugène, et de trois esclaves domestiques.

### Carrière politique
Beau-frère du ministre ultraroyaliste Joseph de Villèle, Philippe Desbassayns est élu, en 1824, député de la Meuse au suffrage censitaire. Puis, il initie l'ordonnance royale du 21 août 1825, qui a pour objectif le rejet de tout principe d'élection démocratique au profit des nominations.
Le 21 août 1825, il est fait baron de Richemont, puis comte le 6 octobre 1827, par lettres patentes et érection de majorat, et directeur des colonies au ministère de la Marine.
À la seconde révolution de 1830, et la chute de la dynastie des Bourbons, il abandonne toutes ses fonctions politiques.

### Retraite et décès
En 1832, Philippe Panon Desbassayns de Richemont achète le château de Cangé situé à Saint-Avertin (Indre-et-Loire).
Il meurt le 7 novembre 1840, dans son hôtel particulier parisien, au 10 rue de Pigalle. Il est enterré dans une chapelle au cimetière du Père-Lachaise.
Possesseur d'une grande fortune, il lègue 150 000 francs aux pauvres.
En 1849, un an après la seconde abolition de l'esclavage, sa veuve Eglé Mourgue reçoit une indemnité de la République en dédommagement du préjudice financier causé par l'affranchissement de leurs esclaves.

## Vie privée

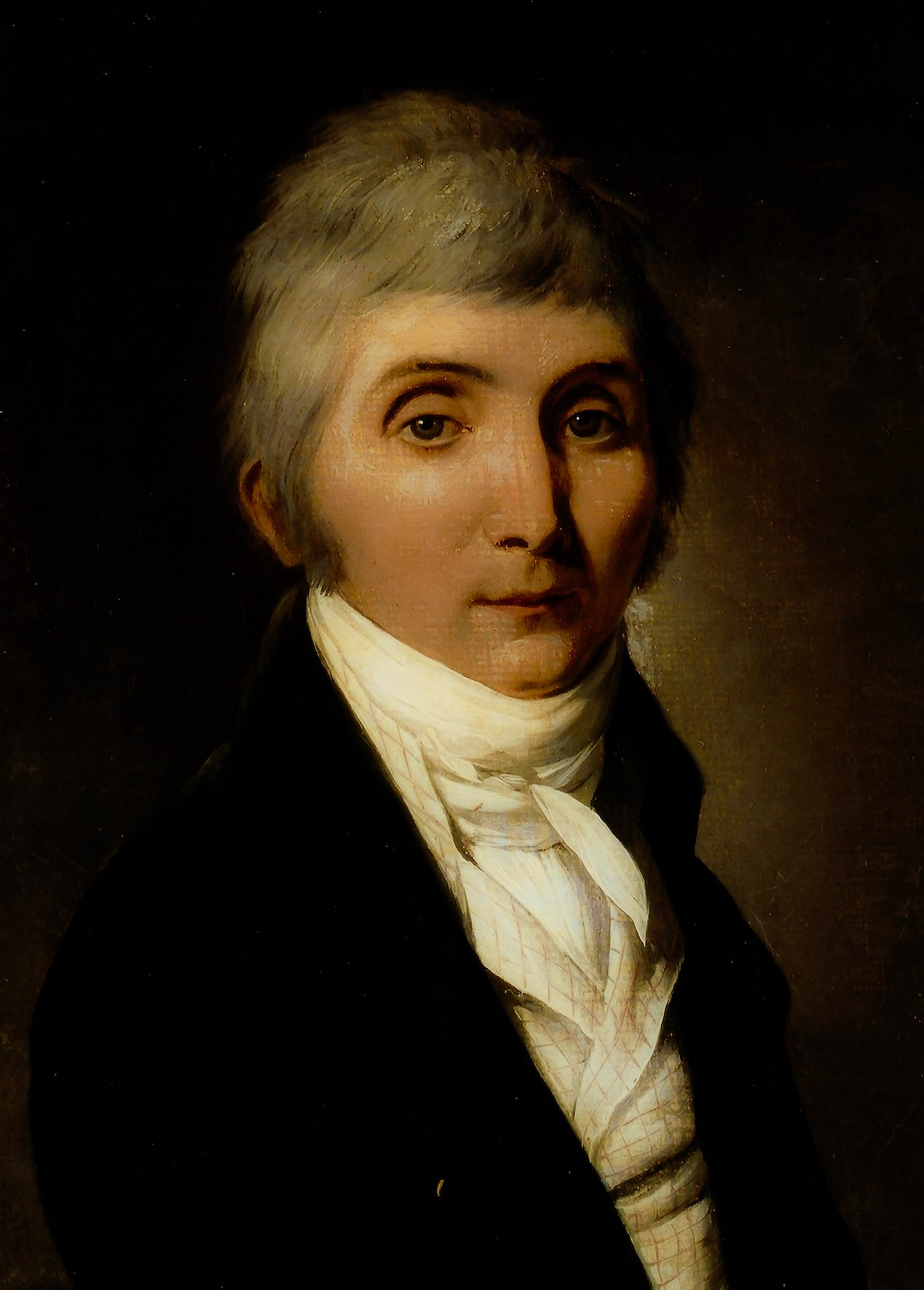
Portrait de Philippe Panon Desbassyns, comte de Richemont, peint par Louis-Léopold Boilly.

De son mariage avec Jeanne Eglé Fulcrande Catherine Mourgue (1778-1855), il a huit enfants : 
- Eugène Panon (26/3/1800-26/6/1855), créateur du lycée français de Pondichéry,
- Camille (7/7/1801-21/8/1804);
- Philippe (1802-1803).
- Céline (29/3/1804-2/1/1887), épouse le 10 Janvier 1831 William Dalon, Préfet du Cher.
- Lydie (17/1/1806-30/10/1839), épouse le 3 Juillet 1824 Charles Jean Baptiste Dodun de Keroman, marquis de Keroman.
- Alfred (9/4/1807-19/2/1861), officier de Cavalerie.
- Paul (24/8/1809-4/12/1875), député et sénateur[10]
- Édouard (13/7/1812-12/11/1894)[11],[12].

Le couple possède une propriété à Suresnes (le château des Landes). Ils rétablissent l'institution de la rosière dans la ville en 1804 ou 1805 (les sources divergent), en mémoire de leur fille Camille, décédée à l'âge de 4 ans, à la suite d'un accident de calèche qui la conduisait avec sa mère vers Rueil, au château de la Malmaison, la route de l'époque étant très escarpée. Une rue de la ville rend depuis hommage à la famille,.
C'est le beau-frère de Joseph de Villèle (1773-1854), président du Conseil des ministres de 1821 à 1828.
Eglé Mourgue était par ailleurs estimée de l'impératrice Joséphine de Beauharnais, son mari Napoléon Ier ayant pour sa part déclaré un jour à son sujet devant une Vierge de Raphaël : « Cette madone, madame, est aussi belle que vous, car vous êtes aussi pure qu'elle ».
Le portrait d'Eglé Mourgue de 1802 attribué à Marie Guillemine Benoist avec son fils Eugène Panon est d'ailleurs exposé au Metropolitan Museum of Art de New York. En 2020, une version du tableau ne présentant pas l'enfant est également visible lors de l'épisode 3 de la saison 1 de la série Netflix La Chronique des Bridgerton, lorsque les protagonistes admirent des tableaux au mur.
Philippe Panon Desbassayns a été peint par Louis Léopold Boilly et par Paulin Guérin.

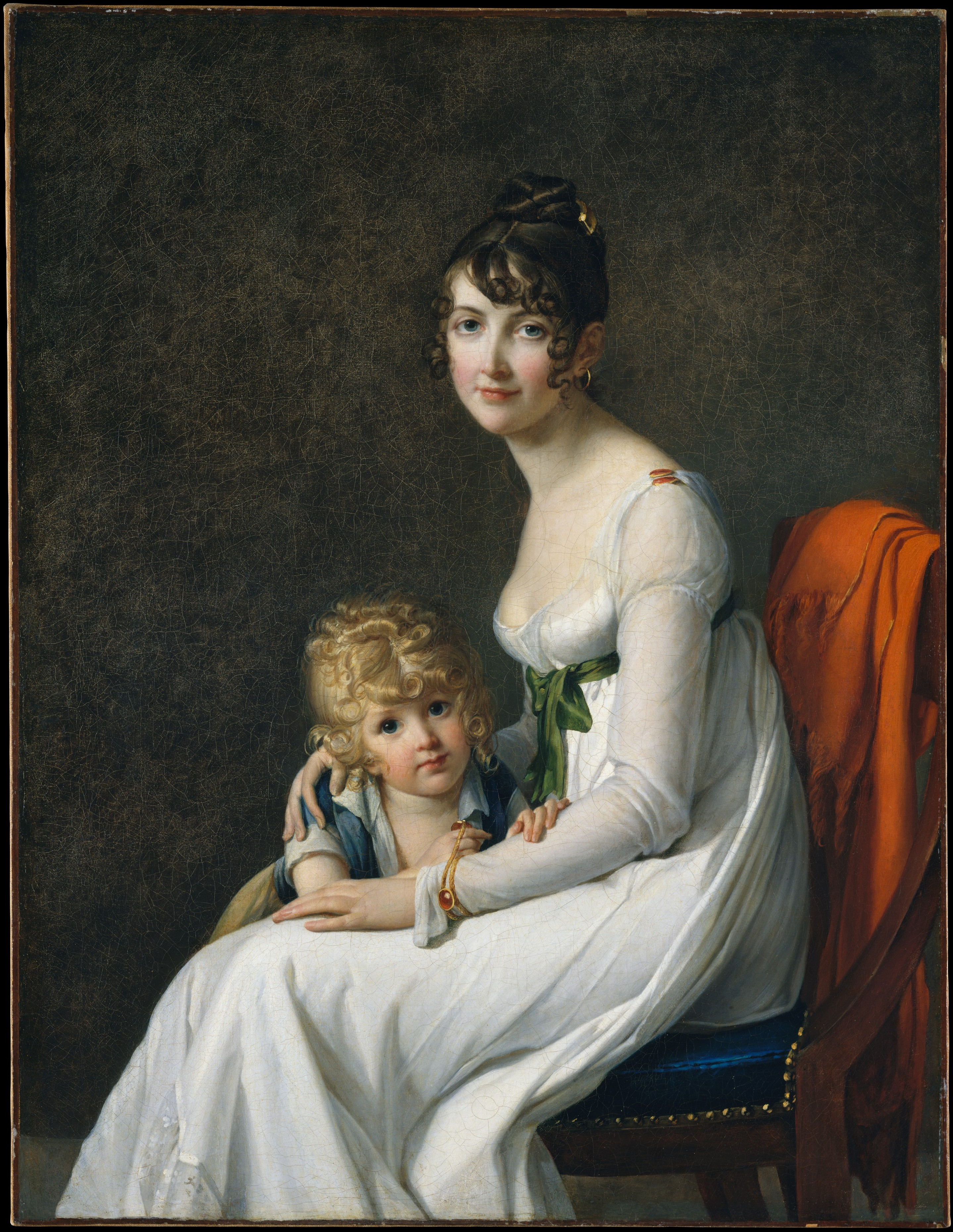
Sa femme Jeanne Eglé Mourgue et leur fils Eugène, vers 1802[20].
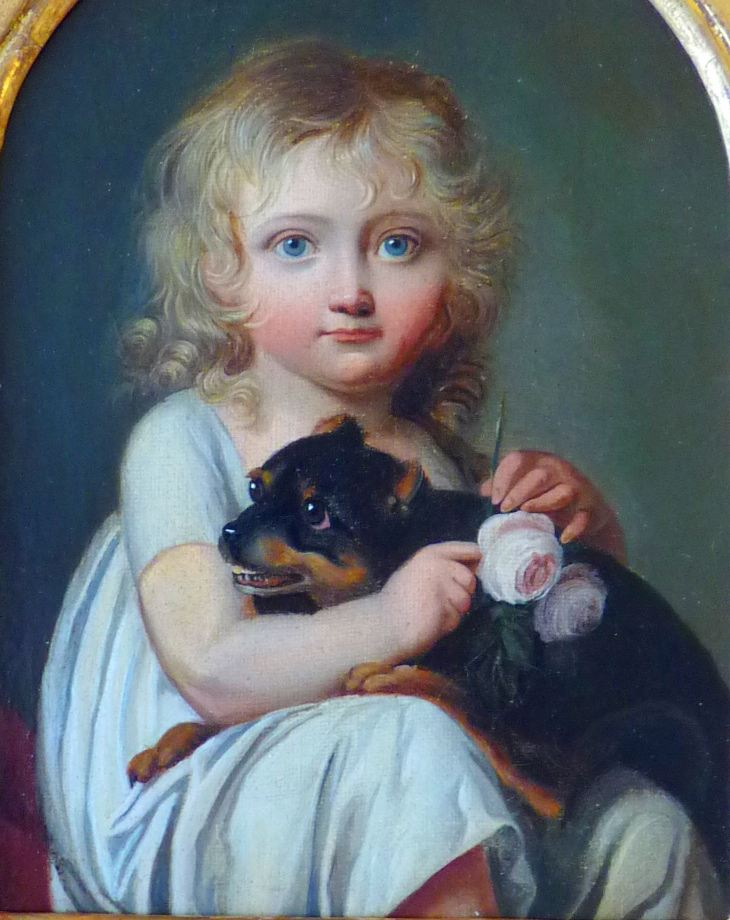
Camille Panon Desbassayns de Richemont (Suresnes, musée d'histoire urbaine et sociale).
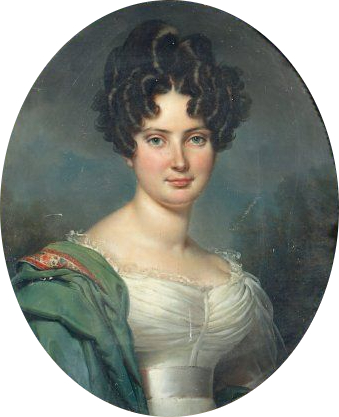
Lydie Panon Desbassyns de Richemont, années 1820.
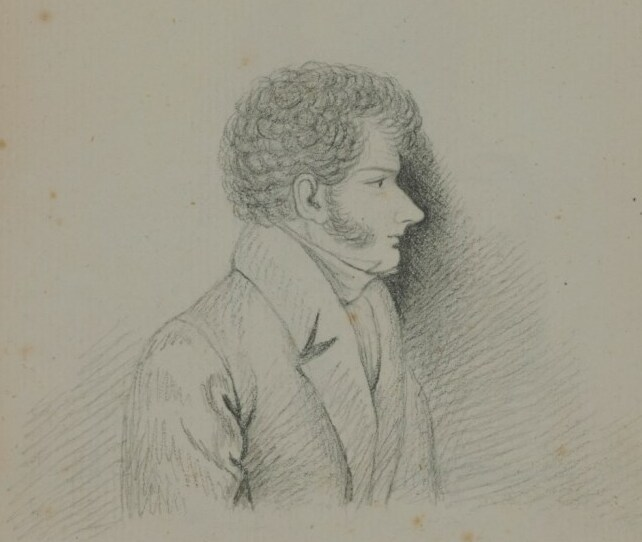
Eugène Panon Desbassyns de Richemont, 1828-1842 (musée de Villèle).

## Fonction
- Aspirant dans le Corps royal d'artillerie
- Avocat à la Cour
- Administrateur général des établissements français en Inde
- Commissaire général de la marine
- Ordonnateur à Bourbon (La Réunion)
- Inspecteur général des établissements français dans l'Inde
- Membre du Conseil d'État
- Membre du Conseil d'amirauté
- Député de la Meuse

Il abandonne ses fonctions politiques lors de la Révolution de 1830, qui voit la chute des Bourbons.

## Distinction
- Légion d'honneur[21] :
  - avant 1817 : Chevalier
  - 1820 : Officier
  - 1826 : Commandeur

## Armes
| Image | Armoiries |
| ----- | --- |
|       | Philippe Panon Desbassayns († 1840), comte de Richemont, conseiller d'Etat, député. D’or à la fasce d’azur chargée de deux paille-en-queues au naturel allant de dextre à senestre, accompagnée en chef d’une main dextre de carnation Devise: Esse quam videri |

## Sources
Cet article comprend des extraits du Dictionnaire Bouillet. Il est possible de supprimer cette indication, si le texte reflète le savoir actuel sur ce thème, si les sources sont citées, s'il satisfait aux exigences linguistiques actuelles et s'il ne contient pas de propos qui vont à l'encontre des règles de neutralité de Wikipédia.
1. 1 2 3 4 5 6  « Philippe Panon-Desbassyns », sur www.mi-aime-a-ou.com (consulté le 26 juillet 2023)
2. ↑  « Desbassayns de Richemont, Philippe Panon, comte », note biographique sur le site de l'assemblée nationale, pages 6 et 7 du PDF
3. 1 2  « Fantaisie, esclave des Desbassayns, pose le pied sur « le sol libre » à Paris », sur Société de plantation, histoire et mémoires de l’esclavage à La Réunion (consulté le 26 juillet 2023)
4. ↑  Sue Peabody, « La question raciale et le « sol libre de France » : l'affaire Furcy », Annales. Histoire, Sciences Sociales, 2009/6 (64e année), p. 1305-1334.
5. ↑  « La traite illégale », sur Société de plantation, histoire et mémoires de l’esclavage à La Réunion (consulté le 26 juillet 2023)
6. ↑  appl, « Panon Desbassayns de Richemont Philippe (1774-1840) », sur Cimetière du Père Lachaise - APPL, 23 mars 2021 (consulté le 26 juillet 2023)
7. ↑  Biographie sur le site de l'Assemblée nationale
8. ↑  « Desbassayns de Richemont », sur esclavage-indemnites.fr (consulté le 26 juillet 2023)
9. ↑  Peinte par une artiste peintre française de l’école néoclassique Marie-Guillemine Benoist.
10. ↑  « Desbassayns de Richemont, Paul Panon, baron », note biographique sur le site de l'assemblée nationale, page 7 du PDF
11. ↑  Généalogie sur le site Geneanet samlap
12. ↑  Céline Panon Desbassayns de Richemont, consulté le 19 novembre 2018.
13. ↑  Article réalisé avec le concours de la Société d'histoire de Suresnes, « Suresnes, une histoire au féminin », Suresnes Mag n°305,‎ mars 2019, p. 38-39 (lire en ligne).
14. ↑  René Sordes, Histoire de Suresnes : Des origines à 1945, Société historique de Suresnes, 1965, p. 245-246 et 330-334.
15. ↑  Le patrimoine des communes des Hauts-de-Seine, Flohic éditions, 1994, p. 377.
16. ↑  Jean Prasteau, Voyage insolite dans la banlieue de Paris, Librairie académique Perrin, 1985, p. 109. L'auteur fait toutefois une erreur dans son livre, en confondant Céline (fille du couple morte en 1887) avec Camille (morte dans l'accident de 1804).
17. ↑  « Madame Philippe Panon Desbassayns de Richemont (Jeanne Eglé Mourgue, 1778–1855) and Her Son, Eugène (1800–1859) », sur www.metmuseum.org (consulté le 2 juin 2021)
18. ↑  (en) Katie White, « The Enchanting New Netflix Series 'Bridgerton' Is Bursting With Historical Works of Art. Here's How They Play a Key Role in the Story », sur Artnet News, 18 février 2021 (consulté le 20 août 2022).
19. ↑  Peintre, miniaturiste, et graveur français, connu notamment pour ses scènes de la vie parisienne dans les années qui suivent la Révolution.
20. ↑  (en) « Madame Philippe Panon Desbassayns de Richemont (Jeanne Eglé Mourgue, 1778–1855) and Her Son, Eugène (1800–1859) », notice de l'œuvre, sur Metropolitan Museum of Art (consulté le 14 décembre 2021).
21. ↑  « Cote LH/2013/43 », base Léonore, ministère français de la Culture